# Sanguisugabogg
Sanguisugabogg est un groupe étatsunien de death metal, originaire de Columbus, Ohio.

## Histoire
Le groupe est formé en 2019 par le guitariste Cameron Boggs,. En 2024, le groupe le compte une démo, un album live et deux albums studio. Les membres actuels sont le batteur-percussionniste Cody Davidson, le chanteur Devin Swank, le guitariste-bassiste Cedrik Davis et le guitariste-bassiste Drew Arnold,. Tout en étant une référence au nom de famille du membre fondateur Cameron Boggs, le nom du groupe est également un mélange de sanguisuga (mot latin pour « sangsue ») et de bog (argot anglais britannique pour « toilettes »). 

## Discographie

### Albums studio
- 2021 : Tortured Whole (Century Media Records)
- 2023 : Homicidal Ecstasy (Century Media)[4],[5]

### Albums live
- 2022 : The Devil's Eyes

### Démos
- 2019 : Pornographic Seizures